# Girolamo Colonna di Sciarra
Pour les articles homonymes, voir Colonna et Sciarra.
Girolamo Colonna di Sciarra, né le 8 mai 1708 à Rome, alors capitale des États pontificaux, et mort dans la même ville le 18 janvier 1763, est un cardinal italien du XVIIIe siècle.

## Biographie
Girolamo Colonna di Sciarra est préfet du Palais apostolique.
Le pape Benoît XIV le crée cardinal-diacre lors du consistoire du 9 septembre 1743. En 1756, il devient vice-chancelier de la Sainte Église romaine. En 1756, il est camerlingue du Sacré Collège. Il participe au conclave de 1758, lors duquel Clément XIII est élu pape.
Girolamo Colonna di Sciarra est le frère du cardinal Prospero Colonna di Sciarra (1743) et le grand-oncle du cardinal Benedetto Barberini (1826).
Les autres membres de la famille Colonna ayant été cardinaux sont : Giovanni Colonna (1212), Giacomo Colonna (1278), Pietro Colonna (1288), Giovanni Colonna (1327),  Agapito Colonna (1378, Stefano Colonna (1378), Oddone Colonna,  le pape Martin V (1405), Prospero Colonna (1426), Giovanni Colonna (1480), Marco Antonio Colonna  (1565), Ascanio Colonna (1586),  Girolamo Colonna (1627),  Carlo Colonna (1706),  Prospero Colonna (1739), Marcantonio Colonna (1759), Pietro Colonna (1766) et Benedetto Barberini (1828).